# Chó Pont-Audemer Spaniel
Chó Pont-Audemer Spaniel, còn gọi là Epagneul Pont-Audemer là một giống chó săn hiếm của Pháp. Nó có nguồn gốc từ thế kỷ XIX từ các giống khác nhau của chó săn Spaniel lội nước và có vẻ đảm nhận nhiều hơn vai trò của chó săn lông xù Setter trong săn bắn hơn là của một giống chó Spaniel truyền thống. Theo sau Chiến tranh thế giới thứ hai, số lượng của các giống chó giảm xuống mức thấp đến nỗi câu lạc bộ giống quyết định cho phép lai giống với các giống khác vì lo ngại về số lượng các giống chó bị truyệt chủng sẽ trở nên quá nhiều. Năm 1980, câu lạc bộ giống đã được sáp nhập với câu lạc bộ Chó Picardy Spaniel.

## Tính cách
Mặc dù khỏe mạnh, cũng như làm việc chăm chỉ, giống chó này có những đặc điểm điển hình của giống chó spaniel là dễ huấn luyện, hiền lành và trìu mến. Những con chó được biết là có tính cách vui vẻ, yêu thương và ở Pháp được gọi với biệt danh le petit chú hề des marais (chú hề nhỏ của đầm lầy).
Chó Pont-Audemer Spaniel thường được tìm thấy trong môi trường làm việc của chó săn và hiếm khi được nuôi với vai trò của một vật nuôi gia đình. Những con chó này có mục đích chính yếu là chó săn lội nước. Vào đầu thế kỷ XX, chúng được đánh giá cao khi sử dụng được sử dụng trong việc săn vịt hoang dã trong điều kiện môi trường nước hoặc đầm lầy. Chúng vẫn được sử dụng ở Pháp ở nhiều địa hình khác nhau và được sử dụng để săn thỏ hoặc gà lôi.